# Salle Gaston Médecin
Der Salle Gaston Médecin, oder auch  Salle Omnisports (voller Name: Stade Louis II Salle Omnisports Gaston Médecin), ist eine Mehrzweckhalle im Stadtbezirk Fontvieille des Fürstentums Monaco.

## Geschichte

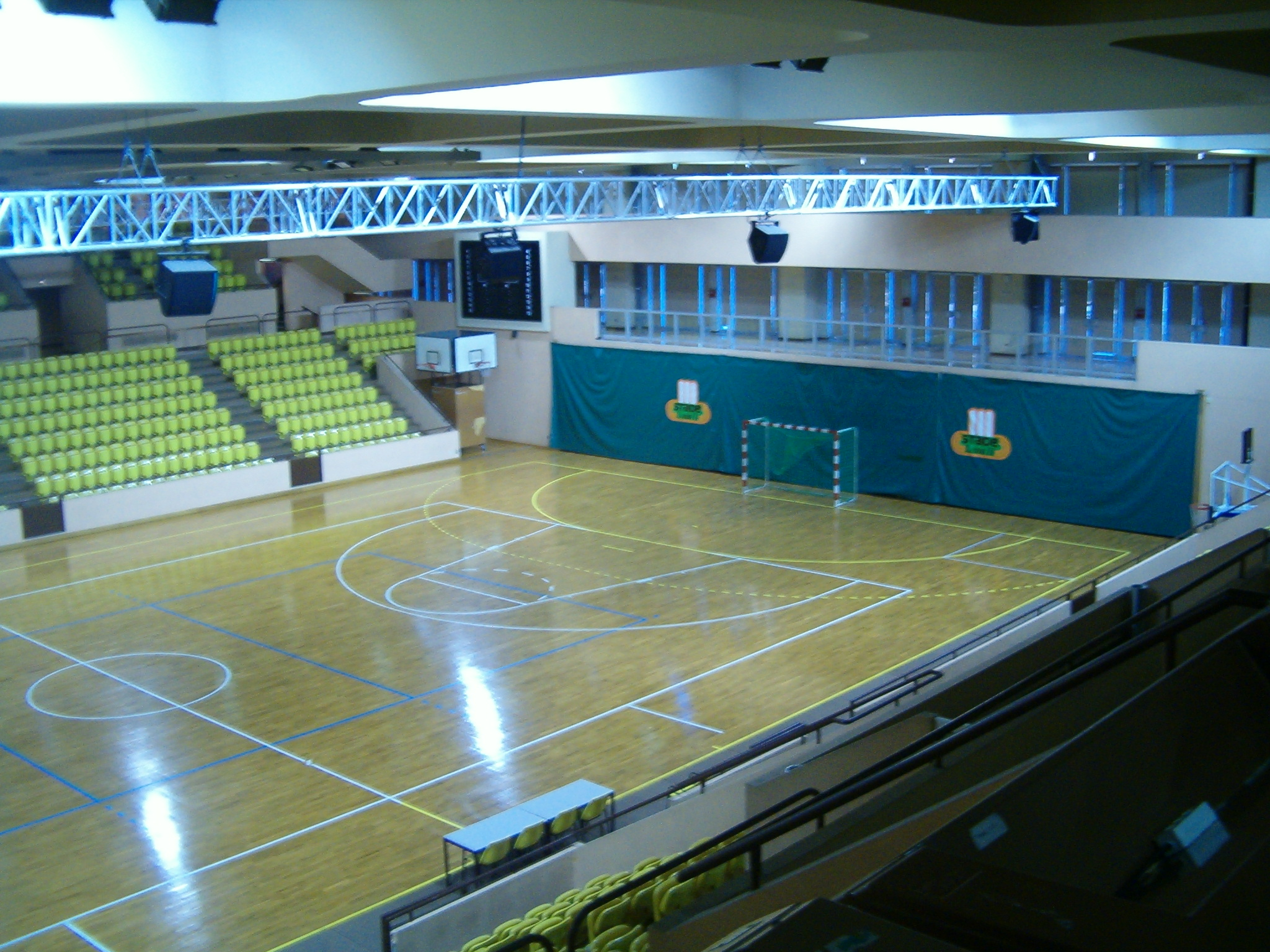
Die Halle im September 2007

Die Halle wurde 1985 in Anwesenheit von Fürst Rainier III. eröffnet. Sie ist nach dem monegassischen Leichtathleten Gaston Médecin (1901–1983) benannt, der an den Olympischen Sommerspielen 1924 und 1928, jeweils am Weitsprung und Zehnkampf, teilnahm.
Es ist die Heimspielstätte der Basketballmannschaft der AS Monaco aus der französischen LNB Pro A sowie weiteren Mannschaften des Vereins. Die Sportarena befindet sich als Mittelpunkt eines Sportkomplexes unter dem Spielfeld des Stade Louis II, dem Fußballstadion des Fußballclubs AS Monaco. 2016 wurde die Halle von 2500 auf 2840 Plätze (zu Basketballspielen) erweitert. Hauptsächlich wird die Halle für die Ballsportarten Basketball, Volleyball und Handball genutzt. In weiteren Räumlichkeiten des Komplexes können Sportarten wie Squash, Judo, Jiu Jitsu, Aikidō, Fechten, Tischtennis, Bogenschießen, Boxen, Kickboxen, Gewichtheben, Rhythmische Sportgymnastik, Turnen und Tanzen sowie Schulsport betrieben werden.
1992 bestritt das US-amerikanische Dream Team, u. a. mit Michael Jordan, Magic Johnson und Larry Bird, vor den Olympischen Sommerspielen ein Testspiel im Salle Gaston Médecin gegen Frankreich und gewann mit 111:71. 2014 und 2015 wurde die Halle renoviert.
Der AS Monaco hat sich für die EuroLeague 2021/22 qualifiziert. Den Vorschriften des Wettbewerbs zufolge muss die Spielstätte mindestens 5000 Sitzplätze bieten. Als Ausweichspielort wurde die Azur Arena Antibes mit 5249 Sitzplätzen im 45 Kilometer entfernten Antibes in Betracht gezogen. Der Club hofft aber noch auf eine Ausnahmeregelung, da in Zeiten der COVID-19-Pandemie ohnehin nicht so viele Plätze besetzt werden können.
Seit September 2022 verfügt die Halle nach einem Umbau im Sommer, insbesondere für die EuroLeague, über 4600 Sitzplätze beim Basketball. Zuvor waren es 3400 Plätze. Am 27. September gab es eine Pressebesichtigung. Die Erweiterung musste ohne Anhebung der Hallendecke oder Entfernung von Wänden umgesetzt werden. Die Kapazität der Arena wurde später im Jahr 2022 auf 5000 erhöht.